# Aldobrandino III d'Este
Aldobrandino III d'Este, född 1335, död 1361, var en italiensk monark. Han var regerande markis av Ferrara mellan 1352 och 1361. 